# كيم جي يون
كيم جي يون (هانغل: 김지은) هي ممثلة ومغنية وعارضة أزياء كورية جنوبية، ولدت في 9 أكتوبر 1993 في سول بكوريا الجنوبية.

## فيلموغرافيا

### فيلم
| سنة  | عنوان        | دور                  |
| ---- | ------------ | -------------------- |
| 2015 | وشم          | صديقة                |
| 2018 | ملك المخدرات | زوجة تشوي جين بيل    |
| 2019 | زهرة الورد   | ضيف رينوار ( كاميو ) |
| 2019 | يعيش الملك   | جون                  |

### مسلسلات تلفزيونية
| سنة  | عنوان                         | دور           | قناة البث     | ملاحظات               | المرجع. |
| ---- | ----------------------------- | ------------- | ------------- | --------------------- | ------- |
| 2017 | أفضل لحظة لترك وظيفتك         | هيون          | oksusu        | دور رئيسي             | [ 2 ]   |
| 2018 | ساحرة جميلة                   | وانغ جي يونغ  | إس بي إس      | الدور داعم            | [ 3 ]   |
| 2018 | جميل بشكل رهيب                | لي سو جيونج   | كي بي إس 2    | الدور داعم            | [ 4 ]   |
| 2018 | أبناء لا أحد                  | مين جو        | ام بي سي      | الدور داعم            | [ 5 ]   |
| 2019 | طبيب سجين                     | أوه مين جيونج | كي بي إس 2    | ظهور (الحلقة 10 و 12) | [ 6 ]   |
| 2019 | لدي ثلاثة أصدقاء              | رع هي         | Naver TV Cast | دور رئيسي             | [ 7 ]   |
| 2019 | غرباء من الجحيم               | مين جي يون    | أو سي إن      | دور داعم              | [ 8 ]   |
| 2021 | الشمس السوداء                 | يو جي يي      | ام بي سي      | دور رئيسي             | [ 9 ]   |
| 2022 | مرة أخرى حياتي                | كيم هي-آه     | إس بي إس      | دور رئيسي             | [ 10 ]  |
| 2022 | محامي الف وون                 |               | إس بي إس      | دور رئيسي             | [ 11 ]  |
| 2023 | لقد انتظرت وقتاً طويلاً من أجلك |               | إي ان أ       |                       | [ 12 ]  |

### مسلسلات ويب
| عام  | عنوان                            | الدور       | المراجع |
| ---- | -------------------------------- | ----------- | ------- |
| 2017 | The Best Moment To Quit Your Job | هيون-يي     | [ 13 ]  |
| 2019 | I Have Three Boyfriends          | را-هي       | [ 14 ]  |
| 2024 | العلامة التجارية في سيونغ-هو     | كانغ نا-يوم | [ 15 ]  |

## روابط خارجية
- كيم جي إيون على موقع IMDb (الإنجليزية)
- كيم جي إيون على موقع روتن توميتوز (الإنجليزية)
- كيم جي إيون على موقع قاعدة بيانات الفيلم (الإنجليزية)
- كيم جي إيون على موقع كينوبويسك (الروسية)